# Hark Bohm
Hark Hermann Bohm (* 18. Mai 1939 in Hamburg) ist ein deutscher Schauspieler, Drehbuchautor, Filmregisseur, Produzent und emeritierter Professor für Film am Institut für Theater, Musiktheater und Film der Universität Hamburg.

## Leben
Hark Bohm wurde als Sohn des Juristen, Diplomlandwirts und Obersenatsrates Walter Bohm und der Studienrätin Hildegard Emma Bohm, geb. Precht, im Hamburger Stadtteil Othmarschen geboren und wuchs mit drei jüngeren Geschwistern (einem Bruder und zwei Schwestern) in Norddorf auf der Nordseeinsel Amrum auf. Nach dem Abitur am Christianeum in Hamburg 1959 absolvierte Bohm seinen Wehrdienst bei der Bundesmarine und studierte Rechtswissenschaften in Hamburg, Berlin und Lausanne. 1966 legte er sein Erstes Juristisches Staatsexamen ab. Durch seinen jüngeren Bruder Marquard Bohm kam er in Kontakt mit der Münchner Filmszene. Sein juristisches Referendariat in München brach Hark Bohm 1969 ab und befasste sich seitdem hauptberuflich in verschiedenen Funktionen mit Film. Er war Darsteller in einigen Fassbinder-Filmen. Dieser setzte ihn vorzugsweise für pedantische und autoritäre Rollen ein.
1971 gründete Hark Bohm mit anderen Autorenfilmern des Neuen Deutschen Films den Filmverlag der Autoren. In den folgenden Jahren war er Regisseur und Autor einiger Kurzfilme, bevor er mit Tschetan, der Indianerjunge einen preisgekrönten Spielfilm drehte. 1974 entstand seine eigene Produktionsfirma namens Hamburger Kino Kompanie. Sein größter Erfolg wurde Nordsee ist Mordsee. Es folgten diverse Filme, die vor allem sozialkritisch verstanden werden sollten. Gemeinsam mit dem Verhaltensforscher Erik Zimen realisierte er 1976 bis 1978 den Dokumentarfilm Wölfe.
1984 erschien mit Der Fall Bachmeier – Keine Zeit für Tränen eine Verfilmung des Falles der Marianne Bachmeier, für deren Begnadigung er sich öffentlich eingesetzt hatte. 1986 griff er mit Der kleine Staatsanwalt erneut auf ein Justizthema zurück und spielte in der Titelrolle einen Staatsanwalt im aussichtslosen Kampf gegen Wirtschaftskriminalität. Mit Yasemin und Herzlich willkommen entstanden in den folgenden Jahren zwei Filme, die Liebesgeschichten erzählten.
Bernd Eichinger engagierte ihn im Jahr 2000 als Drehbuchautor und Regisseur für den TV-Zweiteiler Vera Brühne.
2015/16 schrieb Bohm zusammen mit Niki Stein die Drehbücher für die RTL-Fernsehserie Adolf Hitler, basierend auf Thomas Webers Biografie Hitlers erster Krieg.
Zusammen mit Fatih Akin und Lars Hubrich schrieb er das Drehbuch zur Verfilmung des Romans Tschick von Wolfgang Herrndorf. Für das Drehbuch zu Aus dem Nichts (2017) wurden Akin und Bohm 2018 mit dem Deutschen Filmpreis ausgezeichnet. Bei der Verleihung wurde Bohm auch der Ehrenpreis für „herausragende Verdienste um den deutschen Film“ überreicht.
Hark Bohm ist Mitbegründer des Hamburger Filmbüros (1979). Im selben Jahr initiiert er auch das Filmfest Hamburg zusammen mit Werner Herzog, Volker Schlöndorff und Wim Wenders mit der sogenannten Hamburger Erklärung. 1993 gründete er das Filmstudium Hamburg an der Universität Hamburg – wo er ab 1992 auch eine Professur innehatte –, das 2004 in die Hamburg Media School integriert wurde. Hark Bohm ist Mitglied der Freien Akademie der Künste Hamburg. 2003 war er eines der Gründungsmitglieder der Deutschen Filmakademie.

## Familie
Bohms Vater, Sohn eines Eisenbahninspektors aus Richtenberg in Vorpommern, war Rittmeister der baltischen Landeswehr gewesen und hatte nach der Enteignung seines Besitzes in Estland in Hamburg Jura studiert. 1933 trat er der SS bei (letzter Rang: SS-Obersturmführer) und wurde anschließend Hauptlektor der Reichsstelle zur Förderung des deutschen Schrifttums und Hauptabteilungsleiter im Stabsamt des Reichsbauernführers Walther Darré im Rasse- und Siedlungshauptamt der SS (RuSHA). Seit 1935 war er zudem als Hochschuldozent für Agrarrecht und Agrargeschichte in Goslar tätig. Nach dem Krieg war er Hamburger Obersenatsrat und Richter am Hamburgischen Landesverwaltungsgericht. Bohms Mutter entstammte einer Familie von Kaufleuten und Segelmachern aus Bremerhaven.
Bohm hat drei in Reval (heute: Tallinn, Estland) geborene Halbbrüder aus der ersten Ehe seines Vaters mit Emmy von Kirschten, von denen zwei (Rüdiger und Diether) im Zweiten Weltkrieg gefallen sind. Sein mittlerer Halbbruder Walther Bohm (1922–1959) diente als Kriegsfreiwilliger im Füsilier-Regiment Großdeutschland und im Volkssturm. Er wurde zwei Mal schwer verwundet, schließlich als Kriegsinvalide entlassen und arbeitete zeitweilig als Landwirt. Er starb 37-jährig an den Folgen seiner Kriegsverletzungen. Hark Bohms jüngerer Bruder war der Schauspieler Marquard Bohm (1941–2006).
In erster Ehe war Hark Bohm mit der späteren RAF-Terroristin Angela Luther verheiratet. Er und seine zweite Ehefrau Natalia adoptierten vier Kinder und betreuten zwei weitere Pflegekinder. Eines seiner Adoptivkinder war der Schauspieler Uwe Bohm (1962–2022), der bereits als Jugendlicher in einigen seiner Filme Hauptrollen spielte, meist noch unter seinem Geburtsnamen Uwe Enkelmann.

## Filmografie (Auswahl)

### Als Schauspieler
- 1969: Rote Sonne
- 1969: Die Revolte
- 1970: Der amerikanische Soldat
- 1970: Der große Verhau
- 1972: Willi Tobler und der Untergang der 6. Flotte
- 1972: Händler der vier Jahreszeiten
- 1974: Angst essen Seele auf
- 1974: Fontane Effi Briest
- 1975: Faustrecht der Freiheit
- 1975: Angst vor der Angst (Fernsehfilm)
- 1976: Der starke Ferdinand
- 1976: Bomber & Paganini
- 1976: Adolf und Marlene
- 1978: Despair – Eine Reise ins Licht
- 1978: Die Ehe der Maria Braun
- 1979: Die dritte Generation
- 1979: 1 + 1 = 3
- 1979: Der Durchdreher
- 1980: Berlin Alexanderplatz
- 1980: Lili Marleen
- 1980: Panische Zeiten
- 1980: Endstation Freiheit
- 1981: Lola
- 1984: Der Beginn aller Schrecken ist Liebe
- 1985: Paradigma
- 1985: Nicht nichts ohne Dich
- 1986: Das Go! Projekt
- 1987: Der kleine Staatsanwalt (zugleich Regisseur)
- 1988: Linie 1
- 1989: Erdenschwer
- 1989: Treffen in Travers
- 1989: Beim nächsten Mann wird alles anders
- 1989: Das Spinnennetz
- 1990: Herzlich willkommen
- 1992: Schtonk!
- 1992: Ruby Cairo
- 1993: Justiz
- 1995: Das Versprechen
- 1995: Underground
- 1996: Gespräch mit dem Biest – Conversation with the Beast
- 1997: Knockin’ on Heaven’s Door
- 1997: Der Hauptmann von Köpenick
- 1998: Härtetest
- 1998: Tatort – Bildersturm
- 1999: ’Ne günstige Gelegenheit
- 2001: Invincible – Unbesiegbar (Invincible)
- 2002: Islandfalken (Fálkar)
- 2006: True North
- 2007: Underdogs
- 2007: Die Todesautomatik
- 2008: Die Jagd nach dem Schatz der Nibelungen
- 2008: Was wenn der Tod uns scheidet?
- 2008: Der Architekt
- 2008: Leo und Marie – Eine Weihnachtsliebe
- 2011: Wer wenn nicht wir
- 2011: Kissenschlacht
- 2015: Der Liebling des Himmels
- 2017: Beutolomäus und der wahre Weihnachtsmann
- 2019: Der Goldene Handschuh
- 2019: Tatort: One Way Ticket
- 2019: Und der Zukunft zugewandt
- 2021: Zimmer mit Stall: Schwein gehabt

### Als Regisseur und Drehbuchautor
- 1972: Tschetan, der Indianerjunge
- 1973: Ich kann auch ’ne Arche bauen
- 1974: Wir pfeifen auf den Gurkenkönig
- 1976: Nordsee ist Mordsee
- 1978: Moritz, lieber Moritz
- 1980: Im Herzen des Hurrican
- 1984: Der Fall Bachmeier – Keine Zeit für Tränen
- 1985: Wie ein freier Vogel – Como un pajaro libre
- 1987: Der kleine Staatsanwalt
- 1988: Yasemin
- 1990: Herzlich willkommen
- 1997: Für immer und immer
- 2001: Vera Brühne
- 2002: Atlantic Affairs
- 2016: Tschick (nur Drehbuch)
- 2017: Aus dem Nichts (nur Drehbuch)
- 2025: Amrum (nur Drehbuch)

## Auszeichnungen
- 1973: Preis der AG der Filmjournalisten (Bester Spielfilm des Jahres) für Tschetan, der Indianerjunge
- 1988: IFF Chicago: Preis (Bestes Drehbuch) für Yasemin
- 1989: Filmband in Gold (Regie) für Yasemin
- 2018: Zwei Deutsche Filmpreise (Ehrenpreis sowie Drehbuchpreis für Aus dem Nichts)

## Schriften
- mit Philipp Winkler: Amrum. Roman. Ullstein Verlag, Berlin 2024, ISBN 978-3-550-20269-8.